# 合作社
合作社（英語：Cooperative）是指根据合作原则建立的以优化社员（单位或个人）经济利益为目的的非盈利企业形式。合作社与协会的区别在于协会的目的根本不在于经济利益。

## 定義
国际合作社联盟对合作社的定义是“人们为了满足自身在经济、社会和文化等方面的共同需求而自愿组成的通过财产共有和民主管理的企业而实现自治的协会”。合作社制度最早由罗伯特·欧文所提倡。
国际合作社联盟同时确定一些特徵的合作七大原则：
1. 自願與公開的社員制
2. 社員的民主管理
3. 社員的經濟參與
4. 自治與自立
5. 教育、訓練與宣導
6. 社間合作
7. 關懷社區社會

## 分类

### 工商合作社
台灣

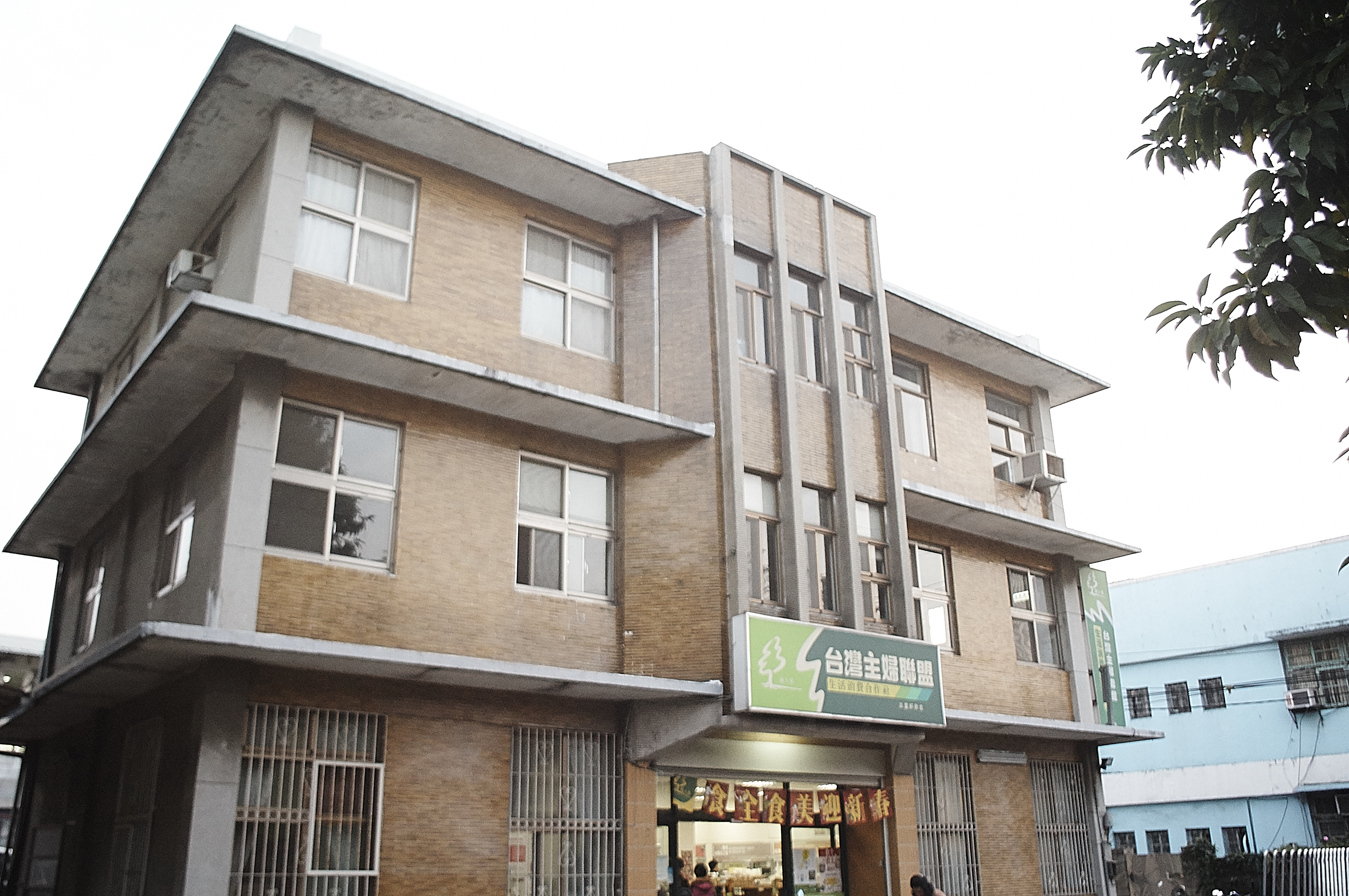
台灣主婦聯盟生活消費合作社

合作社旗幟

中華人民共和國的合作社使用旗幟—五星紅旗

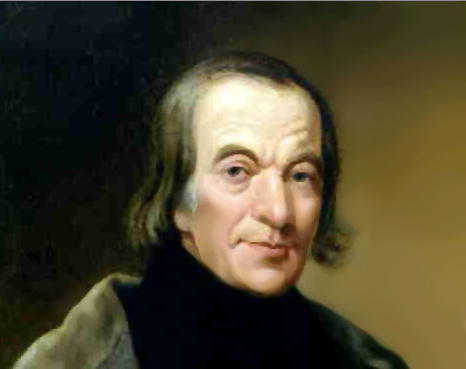
空想社會主義者、早期合作社的推崇著和實踐者、著名社會主義學家羅伯特·歐文

根據現行《中華民國憲法》第145條，「國家對於私人財富及私營事業，認為有妨害國計民生之平衡發展者，應以法律限制之。合作事業應受國家之獎勵與扶助。國民生產事業及對外貿易，應受國家之獎勵、指導及保護」。另外，根據中華民國《合作社法》設立的法人組織，依平等原則，在互助組織之基礎上，以共同經營方法謀社員經濟之利益與生活之改善，而其社員人數及股金總額均可變動之團體。其種類有生產、運銷、供給、利用、消費、公用、運輸、信用、保險、合作農場等。
在台灣常見的例子為，在中小學內，普遍存在提供販賣食品雜物的機構，因為其組成的方式為由學校師生共同投資入股，並且不以營利為目的，所以稱之為合作社為消費合作社的一種重要型態。
瑞士
- Migros
- Coop

### 农业合作社
中华人民共和国
中华人民共和国在二十世纪六七十年代在农村推广农业合作社， 在1958年开始合并成人民公社，改革开放后，逐渐取消，到1984年基本上被联产承包责任制所代替。 同时也有商业性质的合作社供销合作社，简称供销社。随着农业合作社的取消而衰落，现在基本被个体工商业或民营商业所代替。
第十届全国人民代表大会常务委员会第24次会议于2006年10月31日通过《中华人民共和国农民专业合作社法》并于2007年7月1日施行。为配合该法的实施，当时的中华人民共和国国务院总理温家宝2007年5月28日公布《农民专业合作社登记管理条例》，自2007年7月1日起施行。農業部则同时发布了《农民专业合作社示范章程》，与设立合作社的农民只需在示范章程上稍加修改即可形成它们新的章程。
这些法律法规规定的农民专业合作社是指在农村家庭承包经营基础上，同类农产品的生产经营者或者同类农业生产经营服务的提供者、利用者，自愿联合、民主管理的互助性经济组织。农民专业合作社以其成员为主要服务对象，提供农业生产资料的购买，农产品的销售、加工、运输、贮藏以及与农业生产经营有关的技术、信息等服务。农民专业合作社应当遵循的原则有：
1. 成员以农民为主体
2. 以服务成员为宗旨，谋求全体成员的共同利益
3. 入社自愿、退社自由
4. 成员地位平等，实行民主管理
5. 盈余主要按照成员与农民专业合作社的交易量（额）比例返还。

当时的中共中央总书记胡锦涛2007年10月15日在中共十七大报告中说：“解决好农业、农村、农民问题，事关全面建设小康社会大局，必须始终作为全党工作的重中之重。”在谈到如何建设新农村的举措中，“发展农民专业合作组织”醒目地出现于报告之中。可见农村合作社建设酝酿已久，实际上成为了中国共产党建设社会主义新农村政策的核心内容。
法国
- 法国农业合作社最高理事会2006年1月15日法律成立，主要职责是参与农业合作政策制定，以协调经济效率和领土发展的需要；监督农业合作社相关法律文件的实施，并颁发和吊销合作社执照；监督农业合作领域的经济和财务演变；确立原则和标准。

日本
- 農業協同組合（农协）

新西兰
- 恒天然合作社集团

韓國
- iCOOP KOREA是由生產者和消費者共同管理，提倡良心消費主義的合作社聯盟。聯盟旗下有75個合作社，會員人數於2013年已逾19萬人。另外，聯盟連結三千生產者，自設農場﹑食品加工場，物流中心和食品檢測中心[4]。

奥地利
- Raiffeisen

### 職工合作社
香港
- 香港婦女勞工協會
- 綠慧公社（已結束）
- 群芳陪診職工有限責任合作社
- 「團結．升級再造」車衣合作社

西班牙
- 蒙德拉贡（页面存档备份，存于）

## 合作社相关法律法规和示范文件
- 《中华人民共和国农民专业合作社法》（页面存档备份，存于）
- 《中华人民共和国农民专业合作社登记管理条例》（页面存档备份，存于）
- 中华人民共和国农业部《农民专业合作社示范章程》